# Migliaro
Migliaro is een gemeente in de Italiaanse provincie Ferrara (regio Emilia-Romagna) en telt 2367 inwoners (31-12-2004). De oppervlakte bedraagt 22,5 km², de bevolkingsdichtheid is 104 inwoners per km².

## Demografie
Migliaro telt ongeveer 960 huishoudens. Het aantal inwoners daalde in de periode 1991-2001 met 4,6% volgens cijfers uit de tienjaarlijkse volkstellingen van ISTAT.
| Jaar | Inwoneraantal |
| ---- | ------------- |
| 1991 | 2411          |
| 2001 | 2301          |

## Geografie
De gemeente ligt op ongeveer 1 meter boven zeeniveau.
Migliaro grenst aan de volgende gemeenten: Massa Fiscaglia, Migliarino, Ostellato.